# Carmit Bachar
Carmit Maile Bachar (ur. 4 września 1974 w Los Angeles) – amerykańska piosenkarka, tancerka, modelka, aktorka i statystka. W latach 2003–2010 i od 2019 związana z zespołem The Pussycat Dolls.

## Życiorys
Urodziła się w Los Angeles jako córka Diny i Shlomo Nissina Bachara. Jej ojciec był pochodzenia żydowskiego izraelskiego, a matka miała korzenie holenderskie, indonezyjskie i chińskie. Urodziła się z rozszczepem wargi i podniebienia. Dorastała w Encino w Los Angeles. Oboje rodzice byli tancerzami; jej matka pracowała jako nauczycielka tańca w Bancroft Middle School of Performing Arts, a jej ojciec pracował z Elvisem Presleyem i Marcelem Marceau. Bachar występowała na arenie międzynarodowej jako gimnastyczka artystyczna przez 10 lat i zajęła 5. miejsce w amerykańskich próbach igrzysk olimpijskich w 1992. W swojej karierze rywalizującej w kadrze narodowej uczęszczała do Hamilton Academy of Music w Los Angeles, studiując muzykę, taniec, a także grę na pianinie i altówce. Przez lata przetrwała bez operacji rozszczepu i była również ofiarą znęcania się.
W 1995 dołączyła do zespołu The Pussycat Dolls w występach burleski. W 2002 przyprowadziła swoją przyjaciółkę Gwen Stefani na występ w programie Pussycat Dolls. Stefani zabrała ze sobą Rona Faira i Jimmy’ego Iovine’a z Interscope Records. Później Pussycat Dolls podpisał kontrakt w Interscope Records.
Bachar wystąpił w kilku filmach, w tym w komedii familijnej Stewarta Copelanda Operacja „Hamburger” (1997), filmie sensacyjno-przygodowym fantasy Chucka Russella Król Skorpion (2002), komedii sensacyjnej McG Aniołki Charliego: Zawrotna szybkość (2003), komedii romantycznej fantasy Dziś 13, jutro 30 (2004) i komedii Nadchodzi Polly (2004). Tańczyła w klipach Beyoncé Knowles, Janet Jackson, Michaela Jacksona, The Black Eyed Peas, Justina Timberlake’a, Aaliyah i była dziewczyną Ricky’ego Martina w klipie „Livin’ la Vida Loca” (1999). Carmit prowadzi charytatywną fundację „Smile With Me” dla dzieci, które urodziły się z rozszczepem wargi.

## Filmografia
- 2004: Dziś 13, jutro 30 jako tancerka
- 2004: Nadchodzi Polly jako tancerka salsy
- 2003: Aniołki Charliego: Zawrotna szybkość jako tancerka
- 2002: Gorąca laska jako tancerka hip-hopowa
- 1997: Operacja „Hamburger” jako tancerka
- 1994: Małolat jako teksański tancerz

## Gościnnie
- 2003: Las Vegas jako tancerka
- 1992–1999: Pamiętnik Czerwonego Pantofelka jako Kłopotliwa dziewczyna